# پژو پی۴
پژو پی۴ (انگلیسی: Peugeot P4) یک خودرو بیابانگرد یا آفرود غیر زرهی است که توسط نیروهای مسلح فرانسه استفاده می شد. این خودرو که یک مدل مشتق از مرسدس بنز کلاس جی میباشد که تحت لیسانس شرکت مرسدس بنز توسط پژو تولید می شد، اما بعدا امتیاز مونتاژ این خودرو نظامی توسط شرکت پانهارد خریداری شد که اکنون در شرف جایگزینی با خودروی زرهی PVP میاشد. پژو P4 ظاهر تقریبا یکسانی با مرسدس بنز جی کلاس دارد (به غیر از چراغ ها و جلو پنجره) اما از نظر فنی کاملا خودروی متفاوتی می باشد. کمپانی پژو مجوز صادرات این خودرو نظامی را به هیچ کشوری نداشت به غیر از کامرون ، شیلی و اوکراین که قرارداد های نظامی و دفاعی با دولت فرانسه داشتند. 

## تاریخچه
در اواخر دهه شصت میلادی، ارتش فرانسه تصمیم گرفت تا 10,001 خودروی جیپ خود را با یک خودروی نظامی جدیدتر جایگزین کند. تصمیم گرفته شد که خودوری جدید به قدری بزرگ باشد که گنجایش حمل چهار نفر را به همراه تجهیزات داشته باشد، همچنین به قدری سبک و کوچک باشد که بتوان آنرا با چتر از هواپیما به سطح زمین فرستاد.

بعد از کلی طراحی وتلاش بدلیل مشکلات و نقص های زیاد در طراحی، پژو قراردادی با مرسدس بنز تنظیم کرد که در ساخت P4 از طراحی های مرسدس بنز استفاده کند. مرسدس بنز که به سفارش شاه ایران مشغول ساخت و طراحی یک خودروی نظامی و آفرودی بود که بعدا کلاس جی نام گرفت، بصورت 50:50 در ساخت P4 با پژو شریک بود. 

### روند تولید
شاسی اتاق و بدنه P4 توسط مرسدس بنز ساخته میشد، سپس اتاق ها به کارخانه پژو منتقل میشدند و در آنجا انجین، جعبه دنده یا گیربکس و سیستم های برقی خودور نصب میشد و رنگ آمیزی بدنه آن انجام میشد. دیگر مراحل ساخت این خودرو نیز توسط مرسدس بنز انجام میشد. جالب است بدانید که پژو از انجین استفاده شده برای پژو 504 و گیربکس پژو 604 را برای ساخت P4 استفاده می کرد.
ارتش فرانسه سفارش ساخت 15,000 عدد P4 را به پژو داد که این سفارش پس از مدتی به 13,500 کاهش یافت. تولید اولین محموله آن در سال 1982 به پایان رسید و به ارتش تحویل داده شد. بعد از مدتی در سال 1985 خط تولید P4 به شرکت پانهارد فروخته شد که 6000 عدد از آن تولید کرد که در اختیار نیرو های نظامی بود. از اواسط دهه نود میلادی از انجین و گیربکس مرسدس بنز در این مدل ها استفاده شد.
یک نسخه غیر نظامی نیز توسط پژو ساخته شد اما بدلیل قدرت کم آن نسبت به مرسدس بنز جی کلاس که چند سال قبل عرضه شده بود و همچنین قیمت بالای آن موفق نبود و پس از مدت کوتاهی تولید آن متوقف شد

در سال 2016، ارتش فرانسه 500 دستگاه خودروی technam masstech T4 VLTP سفارش داد که طی آن روند بازنشستگی P4 آغاز شد اما هنوز تعداد بسیاری از این خودرو ها توسط نیرو های نظامی فرانسه استفاده میشوند.